# Театр Арріаґа

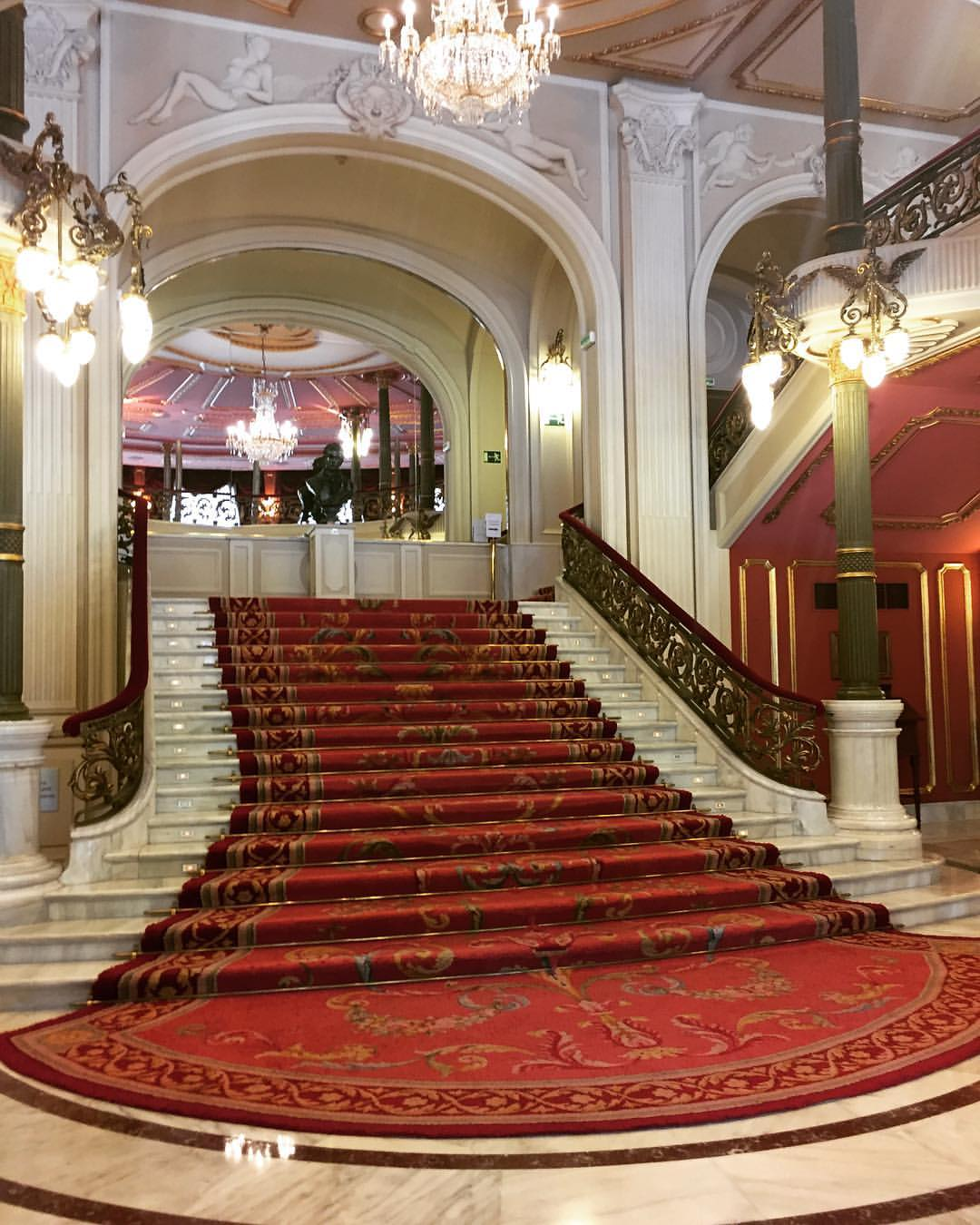
Парадні сходи в інтер'єрі театру

Театр Арріаґа — театральний заклад у місті Більбао, Іспанія. Розташований в будівлі, котра зведена за проектом архітектора Хоакіна Рукоби у стилі необароко. Сучасну будівлю театру було урочисто відкрито 31 травня 1890 року. Перша будівля цього театру згоріла 22 грудня 1914 року. Другу будівлю театру відкрито 5 червня 1919 року. Після повені 1983 року театр перебуваний (реконструйований) у 1985. Театр та площу довкола нього названо в честь Хуана де Арріаґи, композитора з Більбао.